# Jack Kelly
John Augustus Kelly Jr., detto Jack (New York, 16 settembre 1927 – Huntington Beach, 7 novembre 1992), è stato un attore statunitense.

## Biografia
Nato a New York nel 1927, Jack Kelly era fratello minore di Nancy Kelly, che ebbe anche lei una brillante carriera di attrice. Debuttò come attore bambino negli anni trenta, a Broadway e con piccole parti nel cinema. Tornato a recitare sul grande schermo nel 1949, la sua carriera da allora non conobbe interruzioni. Lavorò prevalentemente per la televisione. Il ruolo per cui è maggiormente conosciuto è probabilmente quello di Bart Maverick nella serie televisiva degli anni '50 e '60 Maverick. Morì a Huntington Beach in California nel 1992, a 65 anni.

## Filmografia parziale

### Cinema
- L'inafferrabile (Fighting Man of the Plains), regia di Edwin L. Marin (1949)
- La roccia di fuoco (New Mexico), regia di Irving Reis (1951)
- Squali d'acciaio (Submarine Command), regia di John Farrow (1951)
- Nagasaki (The Wild Blue Yonder), regia di Allan Dwan (1951)
- L'autocolonna rossa (Red Ball Express), regia di Budd Boetticher (1952)
- Non c'è posto per lo sposo (No Room for the Groom), regia di Douglas Sirk (1952)
- Sally e i parenti picchiatelli (Sally and Saint Anne), regia di Rudolph Maté (1952)
- Il dominatore del Texas (Gunsmoke), regia di Nathan Juran (1953)
- La ribelle del West (The Redhead from Wyoming), regia di Lee Sholem (1953)
- Il giustiziere (Law and Order), regia di Nathan Juran (1953)
- Il tenente dinamite (Column South), regia di Frederick de Cordova (1953)
- L'ultimo dei comanches (The Stand at Apache River), regia di Lee Sholem (1953)
- Il terrore corre sull'autostrada (Drive a Crooked Road), regia di Richard Quine (1954)
- Cavalcata ad ovest (They Rode West), regia di Phil Karlson (1954)
- Pioggia di piombo (Black Tuesday), regia di Hugo Fregonese (1954)
- Il culto del cobra (Cult of the Cobra), regia di Francis D. Lyon (1955)
- Detective G. sezione criminale (Double Jeopardy), regia di R.G. Springsteen (1955)
- Notte di terrore (The Night Holds Terror), regia di Andrew L. Stone (1955)
- Uomini violenti (The Violent Men), regia di Rudolph Maté (1955)
- All'inferno e ritorno (To Hell and Back), regia di Jesse Hibbs (1955)
- Il pianeta proibito (Forbidden Planet), regia di Fred McLeod Wilcox (1956)
- Salva la tua vita! (Julie), regia di Andrew L. Stone (1956)
- La ragazza di Sutton (Taming Sutton's Gal), regia di Lesley Selander (1957)
- La banda del drago verde (Hong Kong Affair), regia di Paul F. Heard (1958)
- Febbre nel sangue (A Fever in the Blood), regia di Vincent Sherman (1961)
- Commandos, regia di Armando Crispino (1968)
- Appuntamento per una vendetta (Young Billy Young), regia di Burt Kennedy (1969)

### Televisione
- The Star and the Story – serie TV, episodio 1x05 (1955)
- TV Reader's Digest – serie TV, episodio 1x23 (1955)
- Kings Row – serie TV, 7 episodi (1955-1956)
- State Trooper – serie TV, episodio 1x04 (1956)
- Gunsmoke – serie TV, episodio 2x39 (1957)
- Maverick – serie TV, 83 episodi (1957-1962)
- Polvere di stelle (Bob Hope Presents the Chrysler Theatre) – serie TV, 5 episodi (1964-1967)
- Ai confini dell'Arizona (The High Chaparral) – serie TV, episodio 1x09 (1967)
- I giorni di Bryan (Run for Your Life) – serie TV, episodio 2x20 (1967)
- Iron Horse – serie TV, episodio 2x13 (1967)
- Get Christie Love! - serie TV, 10 episodi (1975)
- Ellery Queen – serie TV, episodio 1x02 (1975)
- La donna bionica (The Bionic Woman) – serie TV, episodio 1x05 (1976)
- L'incredibile Hulk (The Incredible Hulk) – serie TV, episodio 1x12 (1978)
- Nel tunnel dei misteri con Nancy Drew e gli Hardy Boys (The Hardy Boys/Nancy Drew Mysteries) – serie TV, 10 episodi (1978-1979)

## Doppiatori italiani
- Pino Locchi in Cavalcata ad ovest
- Enrico Maria Salerno in All'inferno e ritorno
- Paolo Ferrari in Il pianeta proibito
- Walter Maestosi in Appuntamento per una vendetta